# J. R. Smith
Earl Smith III poznatiji kao J.R. Smith (Freehold, New Jersey, 9. rujna 1985.) američki je profesionalni košarkaš. Igra na poziciji bek šutera, a trenutačno je član NBA momčadi Cleveland Cavaliersa. Izabran je u 1. krugu (18. ukupno) NBA drafta 2004. od strane New Orleans Hornetsa.

## Srednja škola
Prije srednje škole J.R. je išao u Millstone Middle School i završio je 1999.Prvo je išao u Steinert High School i McCorriston High School prije prelaska u Lakewood High School. Prvi put je igrao košarku u Lakewood High School da bi se kasnije prebacio u Saint Benedict's Preparatory School te tamo nastavio s igrom. U prosjeku je ubacivao 27 koševa 6 skokova i 5 asistencija.

## NBA karijera
U travnju 2004. odlučio se prijaviti na NBA draft gdje je izabran kao 18 pick prve runde od strane New Orleans Hornetsa. U svojoj prvoj sezoni imao je 10.3 poena, 2 skoka, i 1.9 asistencija. 2005. je sudjelovao u Sprite Rising Stars Slam Dunk Competition gdje je završio iza Amarea Stoudemirea i pobjednika Josha Smitha.
U travnju je mijenjan zajedno sa P.J. Brownom u Bullse u zamjenu za centra
Tysona Chandlera. U istom mjesecu je opet mijenjan ovaj put u Nuggetse u zamjenu za Howarda Eisleya i dva picka druge runde 2007.
16. prosinca 2006. je bio umiješan u tučnjavu na utakmici s Knicksima i biva kažnjen s deset utakmica zabrane igranja. 13. travnja 2009. je zabio rekord karijere od 45 koševa uz šut iz igre 13/22 i uz čak 11 pogođenih trica. 8. travnja je zabio četiri trice u utakmici s Lakersima te je time srušio rekord Nuggetsa s najviše pogođenih trica u povijesti kluba.

### NBA doigravanje
Prve utakimce u doigravanju odigrao je u dresu Denvera u sezoni 2006./2007. gdje je nastupio jako loše, u prve četiri utakmice nije pogodio niti jednu tricu pa ga je trener George Karl preselio na klupu z apričuve, a odriješene ruke dao Allenu Iversonu i Carmelu Anthonyju.
Njegov drugi bio je puno bolji, u seriji s Los Angeles Lakersima u prosjeku je igrao 27 minuta, postizao 18.3 poena po utakmici uz šut za tri 31.8%.

### New York Knicks
Smith za vrijeme NBA Lockouta odlazi u Kinu, a u NBA se vraća u veljači 2012. kada potpisuje za New York Knickse gdje se ponovno susreće s bivšim suigračem iz Denvera, Carmelom Anthonyjem. Smith je u dresu New Yorka prosječno zabijao 12.5 poena po utakmici, a nakon ispadanju u prvom krugu play-offa od strane Miami Heata postavilo se pitanje Smithove budućnosti.
Na kraju je produžio ugovor s Knicksima iako je imao veće ponude od drugih klubova, no dom i mogućnost osvajanja NBA naslova su presudili.

## NBA statistika

### Regularni dio
| Godina    | Klub             | Odig. uta. | Uta. poč. | Min. | 2P%  | 3P%  | Sl. bac.% | Skok. | Asist. | Ukr. lop. | Blok. | Poena |
| --------- | ---------------- | ---------- | --------- | ---- | ---- | ---- | --------- | ----- | ------ | --------- | ----- | ----- |
| 2004./05. | New Orleans      | 76         | 56        | 24.5 | .394 | .288 | .689      | 2.0   | 1.9    | .7        | .1    | 10.3  |
| 2005./06. | NO/Oklahoma City | 55         | 25        | 18.0 | .393 | .371 | .822      | 2.0   | 1.1    | .7        | .1    | 7.7   |
| 2006./07. | Denver           | 63         | 24        | 23.3 | .441 | .390 | .810      | 2.3   | 1.4    | .8        | .1    | 13.0  |
| 2007./08. | Denver           | 74         | 0         | 19.2 | .461 | .403 | .719      | 2.1   | 1.7    | .8        | .2    | 12.3  |
| 2008./09. | Denver           | 81         | 18        | 27.7 | .446 | .397 | .754      | 3.7   | 2.8    | 1.0       | .2    | 15.2  |
| 2009./10. | Denver           | 75         | 0         | 27.8 | .414 | .338 | .706      | 3.1   | 2.4    | 1.3       | .3    | 15.4  |
| Ukupno    |                  | 424        | 123       | 23.7 | .427 | .368 | .742      | 2.6   | 2.0    | .9        | .2    | 12.5  |

#### Doigravanje
| Godina    | Klub   | Odig. uta. | Uta. poč. | Min. | 2P%  | 3P%  | Sl. bac.% | Skok. | Asist. | Ukr. lop. | Blok. | Poena |
| --------- | ------ | ---------- | --------- | ---- | ---- | ---- | --------- | ----- | ------ | --------- | ----- | ----- |
| 2006./07. | Denver | 4          | 0         | 11.8 | .273 | .000 | 1.000     | 2.3   | .5     | 1.0       | .2    | 4.5   |
| 2007./08. | Denver | 4          | 0         | 27.0 | .535 | .318 | .833      | 1.8   | 1.8    | 1.0       | .0    | 18.3  |
| 2008./09. | Denver | 16         | 0         | 27.2 | .454 | .358 | .543      | 3.3   | 2.8    | 1.1       | .2    | 14.9  |
| 2009./10. | Denver | 6          | 0         | 26.5 | .368 | .355 | .875      | 3.8   | 1.7    | .7        | .3    | 11.2  |
| Ukupno    |        | 30         | 0         | 24.9 | .437 | .327 | .707      | 3.1   | 2.1    | 1.0       | .2    | 13.2  |

## Vanjske poveznice
- Profil na NBA.com
- Profil na ESPN.com